# Собор Нукуалофа
Собор Нукуалофа, или Собор Непорочного Зачатия Пресвятой Девы Марии, местное наименование — Малиа Тупу Имакулата (тонг. Siasi Katolika Loma, Malia Tupu Imakulata) — католический храм в Нукуалофа, столице Тонги. Кафедральный собор епархии Тонги. Находится на улице Vuna Road.
Первые попытки попасть на остров Тонгатапу относятся к 1837 году, когда католический миссионер из Франции Жан Батист Помпальер (будущий первый епископ Новой Зеландии) пытался высадиться на берег острова, однако не был допущен местными жителями и отправился на остров Увеа, где основал первую миссионерскую католическую миссию. Остров Тонгатапу обслуживала миссионерская станция с острова Увеа. 2 июля 1842 года была совершена первая месса под деревом на острове Тонгатапу монахами священниками Шевроном и отцом Жаном Батистом Помпальером. После обращения в католицизм местного короля Джорджа Тупоу I в селении Нукуалофа был построен первый католический храм.
Современный собор был построен в 1875 году и освящён 12 декабря 1875 года епископом Алоизом Эллойем (Aloys Elloy). Настоятелем собора является первый тонгийский кардинал Соане Патита Паини Мафи.
Собор Нукуалофа не следует путать с единственной в Тонге базиликой Святого Антония Падуанского, находящейся также в Нукуалофа на улице Taufa' ahau road.
При соборе действует начальная школа с 200 учениками.